# Qaysar (huyện)
Qaysar là một huyện thuộc tỉnh Faryab, Afghanistan. Dân số thời điểm năm 1999 là 120,853 người.